# Diplacodes pumila
Diplacodes pumila – gatunek ważki z rodziny ważkowatych (Libellulidae). Występuje w Afryce Subsaharyjskiej – od RPA po Tanzanię (i być może Kenię), południową część Demokratycznej Republiki Konga i Angolę.
W RPA imago lata od grudnia do końca kwietnia. Długość ciała 21–22 mm. Długość tylnego skrzydła 14–15 mm.